# Malthonica annulata
Malthonica annulata là một loài nhện trong họ Agelenidae.
Loài này thuộc chi Malthonica. Malthonica annulata được Wladislaus Kulczynski miêu tả năm 1913.